# Petr Moos
Petr Moos (Praga, 3 de fevereiro de 1946 — 23 de fevereiro de 2024) foi um político tcheco que trabalhou como Ministro dos Transportes de seu país de origem em 1998.